# یانک تانک
یانک تانک (به انگلیسی: Yank tank) یک اصطلاح عامیانه است که در بریتانیا، استرالیا و کوبا برای اشاره به خودروهای بزرگ امریکایی کاربرد دارد. به‌خصوص مدلهای خودروهای بزرگ امریکایی که در بین سالهای ۱۹۵۰ الی ۱۹۶۰ ساخته می‌شدند و همچنین برای اس یو وی‌هایی که اخیراً تولید می‌شوند.
و غالباً دارای موتورهای هشت سیلندر و مصرف سوخت بسیار بد می‌باشند.

## در کوبا
یانک تانکها که خودروهایی کلاسیک هستند و در کوبا تعداد آنها حدود ۶۰۰۰۰ دستگاه تخمین زده شده است که هنوز در حال تردد در جاده های امروزی کوبا هستند.